# Phaonia rufivulgaris
Phaonia rufivulgaris är en tvåvingeart som beskrevs av Xue och Wang 1989. Phaonia rufivulgaris ingår i släktet Phaonia och familjen husflugor. Inga underarter finns listade i Catalogue of Life.